# Mikiko (パーソナルトレーナー)
mikiko（みきこ）は、日本のパーソナルトレーナー、ニュージーランド公認トレーナー。ニュージーランド・オークランドを拠点に活動する。筑波大学健康増進学修士。

## 経歴
日本生まれ、日本育ち。剣道一家に育ち、5歳から始めた剣道では東京代表として全国大会出場、その後、中学ではバスケ、高校ではテニス、大学では体育会テニス部で競技人生を送る。引退後は趣味でバスケを再開。
筑波大学人間総合化学研究科にてスポーツ科学や健康増進学を学び、修士号を取得（健康増進学）。在学中にはオーストラリア・クイーンズランド大学に留学。ニュージーランドでのインターンを通し、国外のフィットネスを学ぶ。
2017年にフィットネス先進国のニュージーランドへ移住。移住後は、オークランド市内のジムLesMillsを拠点にパーソナルトレーナーとして活動中。それぞれの人に寄り添ったベストなウェルビーイングを提供している。
20歳前後で経験した摂食障害の経験を基に、2019年からはSNSを中心に間違ったダイエット情報や、世間の目に惑わされない生き方について発信する活動を開始。「ダイエットの常識は9割が間違い」「『痩せたら自信が持てるようになる』なダイエットは失敗する」「誰かが決めた基準で自分を定義しない」といったメッセージが人気を集め、Twitterでは1.8万人のフォロワーがいる（2023年8月現在）。オンラインマガジンでコラムの連載も担当している。

## 賞歴
- 2020年 Exercise New Zealand主催パーソナルトレーナー・オブ・ザ・イヤーのファイナリストに選出[2]

- 2021年 Exercise New Zealand主催パーソナルトレーナー・オブ・ザ・イヤーのファイナリストに選出（日本人初連続選出）[3]

- NZを代表するジムLesMillsでは、店舗のパーソナルトレーナー・オブ・ザ・イヤーを受賞[4]

- Top Reviewでオークランド・ベスト・トレーナーとして紹介[5]

## 人物
自他共に認める底無しの元気が取り柄だが、日本の美の基準からはずれていることに自信をなくしていた時、イギリス一人旅やオーストラリア留学を通して「Be you, Do you.（あなたらしく、あなたがやりたいようにやりなさい）」という言葉と出会う。以降自分らしさを活かした身体の向き合い方、生き方、働き方を目指すようになった。一生ブレない視野と学びを届ける指導は、初心者、働くママ、医療従事者、アスリート、高齢者、俳優といった幅広い層に人気で、NZでベストトレーナーの1人として予約待ちの続くセッションを展開している。

### 怪我
自身には合っていない運動を「これさえすれば結果につながる！」「努力すれば必ず身になる！」と押し付け、栄養不足もあり、疲労骨折などの怪我を繰り返す。これをきっかけにスポーツの現場で働くアスレチックトレーナーに興味を持ち、解剖学やリハビリなどの知識を学んだ。

### 摂食障害
スポーツで鍛えられた筋肉質な身体や、元々広い肩幅などの体格にコンプレックスを感じ、20歳前後で摂食障害を経験。食べる量を極端に減らしながら、必要以上の運動を自分に課すといった無理なダイエットを繰り返し、無月経を経験、目の裏の血管が詰まり失明の危機に陥った。やがて「こんな人生が続くのは嫌だ！」と一念発起。壊れかけた自分の身体と心を治すために大学やジムでより専門的な勉強を始める。
「結果が出ないのは努力不足のせいだ」と一心不乱になるダイエットや、自分に合わない型を押し付けるフィットネスの危険性を発信するきっかけになった。

## メディア

### 書籍
- 「ニュージーランド式　24時間やせる身体をつくる　ベストセルフダイエット」　（2024年6月27日、Gakken）

### テレビ
- 超ホンマでっか？TV 2時間SP【ダイエットは卒業！痩せ体質SP】（2024年12月25日、フジテレビ）

### ラジオ
- アシタノカレッジ（2022年3月29日、TBSラジオ）[6]

### 配信
- Spotify Podcast『The PT Graduate』ゲスト出演（2021年12月17日）[7]

- Podtail『THE HIGH FREQUENCY CLUB』ゲスト出演（2021年5月25日）[8]

- YouTube Live『Naotube【吉野なお】』ゲスト出演（2022年6月26日）[9]

### 連載
- Gekkan NZ（日本語月刊紙）でエクササイズ特集担当（2018年7月号）

- yogaジャーナル連載中（2022年1月 - ）[10]

### 講演
- 筑波大学の体育専門学群生やTIASに向け講演（2021年11月、2022年1月）
- 杏林大学医学部に向けて講演
- livefitfestival ゲストスピーカー（2021年4月12日）[11]

### その他
- 駐日ニュージーランド大使館 Instagram「NZで活躍する日本人」掲載（2022年4月1日）[12]